# ناحیه وردیگر، شهرستان ناکس، نبراسکا
ناحیه وردیگر، شهرستان ناکس، نبراسکا (به انگلیسی: Verdigre Township, Knox County, Nebraska) یک سکونتگاه مسکونی در ایالات متحده آمریکا است که در شهرستان ناکس، نبراسکا واقع شده‌است.

## خصوصیات
ناحیه وردیگر ۹۲٫۵۵ کیلومترمربع مساحت و ۶۶۷ نفر جمعیت دارد و ۴۴۰ متر بالاتر از سطح دریا واقع شده‌است.